# Saint-Ferréol-d'Auroure
Saint-Ferréol-d'Auroure är en kommun i departementet Haute-Loire i regionen Auvergne-Rhône-Alpes i centrala Frankrike. Kommunen ligger i kantonen Saint-Didier-en-Velay som tillhör arrondissementet Yssingeaux. År 2022 hade Saint-Ferréol-d'Auroure 2 457 invånare.

## Befolkningsutveckling
Antalet invånare i kommunen Saint-Ferréol-d'Auroure
| Referens: INSEE |